# Поблете де Эспиноса, Ольга
Ольга Поблете де Эспиноса (исп. Olga Poblete de Espinosa; 21 мая 1908, Такна — 17 июля 1999, Сантьяго) — чилийский общественный деятель, историк, феминистка, педагог, профессор Чилийского университета.
Лауреат Международной Ленинской премии «За укрепление мира между народами» (1962).

## Биография
Дочь матери-одиночки. До 1929 года изучала историю, географию и народное образование в Педагогическом институте при Чилийском университете.
Со студенческих лет принимала активное участие в политической жизни.
С 1935 года — участница демократического движения в Чили, одна из организаторов Движения за эмансипацию женщин Чили (наряду с Эленой Каффареной).
Во время Гражданской войны в Испании принимала участие в организации МОПРа, собирала еду и лекарства для испанских беженцев. Активно работала для победы Народного фронта Чили (Frente Popular), который привёл к власти в 1938 году президента от левых сил Педро Агирре Серда.
Активистка чилийского Движения сторонников мира с момента его основания в 1950 году. В 1959 году награждена Золотой медалью Всемирного Совета Мира имени Жолио-Кюри. С 1960 года — председатель этого движения. Член Всемирного Совета Мира (ВСМ), с 1961 года — секретарь ВСМ от стран Латинской Америки.
Одна из организаторов созыва Латиноамериканской конференции за национальный суверенитет, экономическое освобождение и мир в 1961 году, активная участница её подготовки и проведения.
После военного переворота в Чили в 1973 году и установление диктатуры Аугусто Пиночета и усиления репрессий преследовалась властями, но продолжала общественную деятельность, организовывала сбор так называемых «продовольственных корзин» для рабочих.
Внесла значительный вклад в развитие педагогики Чили. Была основателем и преподавателем Экспериментального лицея им. Мануэля де Саласа, первого в стране центра предоставления среднего образования в сфере учёбы и творчества. Позже работала профессором истории Дальнего Востока и Африки на философско-гуманитарном факультете Чилийского университета, была первой женщиной-профессором университета в Латинской Америке. Декан факультета с 1970 г.
Директор Педагогического института (1968—1970).
Автор учебников по всеобщей истории и китайской культуре, ряда биографий.

## Избранные публикации
- Tres ensayos para historia cultural de China, S., 1955;
- Historia contemporánea: los últimos 50 años, 1914—1964, S., 1968.